# قانون حمایت از خانواده (۱۳۵۳)
قانون حمایت از خانواده به قوانین مربوط به ازدواج، طلاق و سایر قوانین خانواده در قانون اساسی ایران پرداخته‌است. قانون حمایت از خانواده ایران یک بار در سال ۱۳۴۶ تصویب شد و بار دیگر در سال ۱۳۵۳ ارتقا یافت.
این قانون که در دوره محمدرضا پهلوی تصویب شده بود، چند هفته پس از پیروزی انقلاب ۱۳۵۷ ایران لغو شد. قانون حمایت خانواده اولین قانون لغو شده توسط دفتر آیت‌الله خمینی بود. لغو این قانون کمابیش با بی‌توجهی و توجیه نیروهای انقلابی و روشنفکران مواجه شد، هرچند که در تظاهرات ۱۷ اسفند ۱۳۵۷ اشاراتی نیز به این اقدام شد.

## مفاد قانون

### چندزنی
یکی از قوانین مربوط به خانواده تعدد زوجات یا چندزنی است. قانون حمایت از خانواده ۱۳۴۶ به استناد قرآن شرط عدالت را برای چندزنی منظور کرد. تا پیش از تصویب این قانون در سال ۱۳۴۶ مردان حق داشتند ۴ همسر و تعداد نامحدودی زن صیغه‌ای داشته باشند. اما در این قانون مرد موظف شد برای ازدواج مجدد از دادگاه اجازه بگیرد. دادگاه نیز باید در مورد او و توانایی مالی‌اش تحقیق می‌کرد و در موقع مناسب با زن نخست وی تماس می‌گرفت و از او نیز تحقیق می‌کرد. به این ترتیب ازدواج مجدد بدون اجازه دادگاه جرم کیفری محسوب می‌شد.
قانون حمایت از خانوادهٔ سال ۱۳۵۳ ضمن حفظ قانون قبلی، شرایط سخت‌تری برای تعدد زوجات ایجاد کرد. در این قانون «رضایت زن یِکُم» نیز شرطی لازم برای ازدواج مجدد قرار گرفت. این قانون استثناهایی داشت، همانند رضایت زنی که نمی‌توانست بچه‌دار شود یا نمی‌توانست با همسرش آمیزش جنسی برقرار کند، شرط نبود ولی زن حق داشت به دلیل اینک شوهرش زن دوم گرفته‌است تقاضای طلاق دهد.
در این قانون در مورد صیغه چیزی عنوان نشده بود اما وزارت دادگستری محضرهای رسمی را موظف کرد از هر مردی که تقاضای ازدواج موقت می‌کند اظهارنامه‌ای بگیرد مبنی بر این که هیچ زن دیگری ندارد.

### طلاق
ایران در اوایل دهه ۱۳۵۰ چهارمین کشور جهان از نظر تعداد طلاق‌ها بود. پیش از سال ۱۳۴۶ مرد حق داشت هرگاه بخواهد و در هر شرایطی زنش را طلاق دهد. مراسم طلاق باید با حضور دو شاهد که برای آشتی زن و شوهر تلاش می‌کنند انجام می‌شد ولی در عمل حضور شاهدان اجرا نمی‌شد. زن در شرایط محدودی می‌توانست به دادگاه درخواست طلاق دهد و دادگاه شوهر را موظف می‌کرد زن را طلاق دهد. این شرایط ناتوانی جنسی مرد، جنون، ناتوانی در تأمین زن، بدرفتاری یا داشتن بیماری مسری بودند.
قانون خانوادهٔ ۱۳۵۳ قوانین اضافه شده در قانون سال ۱۳۴۶ را حفظ کرد: طبق این قانون طلاق فقط با اجازه دادگاه قابل انجام بود و دادگاه پس از اینکه متقاعد می‌شد امکان آشتی وجود ندارد گواهی طلاق صادر می‌کرد. همچنین پنج شرط دیگر در ماده ۱۱ برای امکان درخواست طلاق اضافه شد که عبارت بودند از زندانی شدن زن یا مرد برای دوره‌ای مشخص، اعتیاد، ازدواج مجدد مرد بدون رضایت زن، ترک زندگی خانوادگی از طرف هریک از آنها، محکومیت قضایی هر یک از آن‌ها که موجب لطمه به حیثیت خانوادگی دیگری شود.
علاوه بر موارد قانون ۱۳۴۶، در قانون ۱۳۵۳ این توضیح آمد که ماده ۱۱ هم برای زن و هم برای مرد اعتبار دارد.

### حداقل سن ازدواج
ماده ۱۰۴۱ قانون مدنی ایران حداقل سن ازدواج دختران را ۱۵ سال و پسران را ۱۸ سال تعیین کرده بود. در شرایط خاص با ارائه گواهی دادگاه این سن می‌توانست برای دختران به ۱۳ سالگی و پسران به ۱۵ سالگی کاهش یابد. اما در مناطق روستایی این قانون (حتی سن ۱۳ سالگی) عملاً رعایت نمی‌شد. قانون حمایت از خانواده سال ۱۳۵۳ سن ازدواج را برای دختران ۱۸ سالگی و برای پسران ۲۰ سالگی در نظر گرفته بود، اما شریف امامی در سال ۱۳۵۷ که دوران پرآشوب نخست‌وزیری خود را می‌گذرانید برای راضی کردن روحانیون این قانون را بی‌اعتبار اعلام کرد.

### حوزه شغلی زنان
طبق ماده ۱۱۱۷ قانون مدنی شوهر حق داشت زنش را از انجام شغلی که حیثیت او را به خطر می‌انداخت منع کند. قانون حمایت از خانوادهٔ سال ۱۳۴۶ نیز نه تنها این ماده را اصلاح نکرده بود، بلکه آن را در ماده ۱۶ خود تأیید کرده بود. قانون حمایت از خانوادهٔ سال ۱۳۵۳ در ماده ۱۸ به زنان این حق را داد که شوهر را از انجام شغلی که موجب بی‌آبرویی آنان می‌شود منع کنند اما به شرط اینکه دادگاه اطمینان یابد اگر مرد شغل خود را رها کند در میزان درآمد خانواده اختلال ایجاد نمی‌شود. این قانون نه تنها به زنان همان حقی را که به مردان داده بود نمی‌داد، در عمل نیز صورت نمی‌پذیرفت.

## لغو در سال ۱۳۵۷
دو هفته پس از پیروزی انقلاب ۱۳۵۷ ایران آیت‌الله خمینی از وزارت دادگستری خواست تجدید نظر در این قانون را در دستور کار قرار دهد و مواد خلاف شرع را از آن حذف کند.
قانون حمایت خانواده اولین قانون لغو شده توسط دفتر آیت‌الله خمینی بود. نیما نامداری این امر را نشانه‌ای روشن از حساسیت روحانیون و انقلابیون مذهبی به مسئله زنان دانسته و می‌نویسد با وجود موارد معدود انتقاد به دستور لغو این قانون، روشنفکران ترجیح دادند با سکوت یا توجیه از کنار آن عبور کنند.»الیز ساناساریان نیز می‌نویسد «بسیاری از زنان و روشنفکران یا این خبر را نپذیرفتند یا آن را به اطرافیان آیت‌الله نسبت دادند.» به‌طور کلی، زنان ایران در زمانی که انقلاب ۱۳۵۷ به پیروزی می‌رسید هنوز متوجه نشده بودند امکان دارد برخی از حقوقی را که طبق این قانون پیشین از آن برخوردار شده بودند از دست بدهند و با وجود اینکه روحانیون گاه و بیگاه دربارهٔ اجباری شدن حجاب اسلامی، لغو قانون حمایت خانواده و غیرقانونی کردن سقط جنین صحبت می‌کردند، این مسائل جدی گرفته نمی‌شد. اما با افزایش و عملی شدن محدودیت‌ها برای زنان، تعدادی از آن‌ها اعتراضات خیابانی مشترکی انجام دادند که در اسفند ۱۳۵۷، دی ۱۳۵۸ و مرداد ۱۳۵۹ شکل گرفت.
در مورد لغو قانون حمایت خانواده، خبری مبنی بر اعتراض گروه وکلای مدافع حقوق زن و جبهه ملی ایران به دستور لغو این قانون در روزنامه کیهان چاپ شد. همچنین یکی از موارد معدود انتقاد علنی از لغو این قانون را می‌توان در سرمقاله‌ای دید که ثریا صدر دانش با عنوان «زنان را فراموش نکنیم» در روزنامه کیهان ۱۳ اسفند ۱۳۵۷ نوشت. او ضمن انتقاد از لغو این قانون، پرسید «آیا در میان تمام این قوانین نادرست و غیر عادلانه و در حالی که هنوز مسائل و مشکلات بسیاری مطرح است تنها می‌بایست قانون حمایت خانواده لغو شود؟»

## قانون حمایت از خانواده ۱۳۹۱
در سال ۱۳۹۱ قانون جدید حمایت از خانواده به تصویب رسید که رسماً جایگزین قوانین قبلی این حوزه شد.